# 하마다 야효에
하마다 야효에(浜田 弥兵衛, はまだ やひょうえ, 구자체 : 濱田彌兵衞, 仮名遣い: はまだ やひゃうゑ, 생몰년 미상)는 에도 시대 초기의 주인선의 선장. 나가사키 사람이다. 1627년에 일어난 타이오완 사건(노위츠 사건)의 실행자이기도 하다. 1915년(다이쇼 4년) 일본 정부는 그에게 종5위를 추증했다.

## 타이오완 사건
간에이 연간 무렵까지 일본에서는 주인선 무역이 활발해지고 있었지만, 그 교역처의 하나로 명나라와의 비공식적인 무역을 할 때의 중계 기지 중요성이 있었던 것이 고사(대만)이었다. 거기에 네덜란드 동인도 회사가 진출하여 이를 점령 (1624년), 질란디아 요새를 짓고 이 땅의 교역에 대해 일률 10 %의 관세를 부과하기 시작했다.
간에이 4년(1627년), 나가사키의 무역상 · 스에쓰구 헤이조(末次平蔵)의 주인선 선장이었던 야효에는 막부의 후원을 받아, 네덜란드 총독 피테르 노위츠를 인질로 네덜란드에 관세 철회를 요구했다. 네덜란드는 이것을 수용해 고사를 자유무역지역으로 하는 것에 성공했다.

## 자손
스에쓰구 씨가 4대 스에츠구 시게토모(末次茂朝)의 대에서 단절되자 하마다 씨는 오무라 번(大村藩)을 섬겼다. 자손 하마다 겐고(浜田謹吾)는 15세에서 고수(鼓手)으로 보신 전쟁에 출정, 가쿠노 다테 부근에서 전사했다. 현재 가쿠노 다테에 동상이 세워져있다.

## 비석
타이완이 일본의 식민지로 있었던 시절에는 하마다 야효에의 사적을 기념하여 젤란디아 성에 「贈従五位濱田彌兵衛武勇之趾」라 쓰여진 비석이 세워졌다. 패전 뒤 「安平古堡」라고 고쳐졌다.

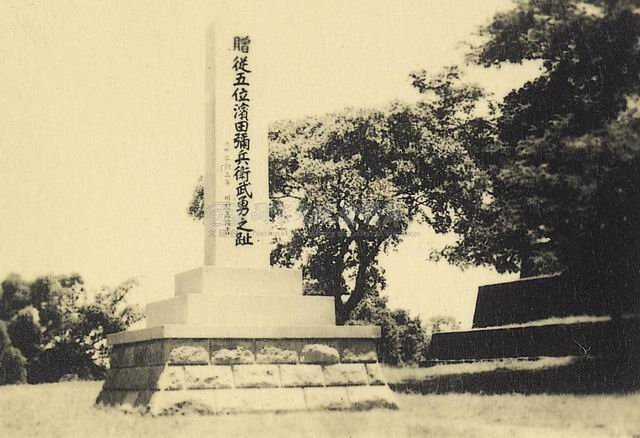
패전 전의 비석
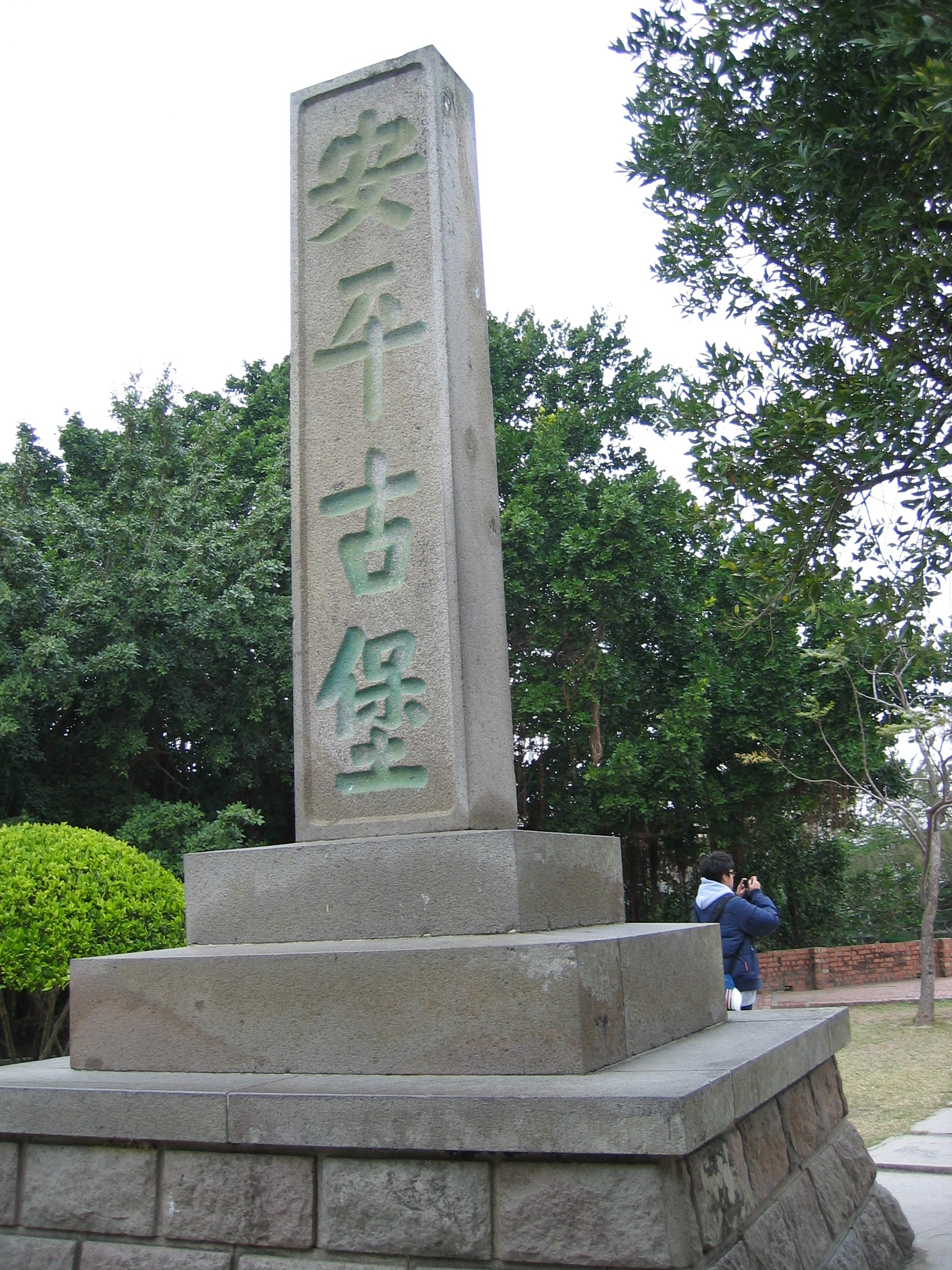
패전 후의 비석

## 참고 · 출전
- 『黄金旅風』 飯嶋和一著 ISBN 4-09-386132-3
- 『もう一つの維新史-長崎・大村藩の場合-』 外山幹夫 ISBN 4-10-600450-X